# Canon EOS 1200D
Canon EOS 1200D là máy ảnh phản xạ ống kính đơn kỹ thuật số 18 megapixel cho người mới được ra mắt bởi Canon vào ngày 11-2-2014.
Tháng 3-2016, Canon ra mắt 1300D nhắm thay thế cho 1200D.

## Đặc điểm
Những đặc điểm vượt trội hơn 1100D bao gồm
- Cảm biến CMOS APS-C 18 megapixel.
- Bộ xử lý hình ảnh DIGIC 4
- 9 điểm lấy nét với điểm chính giữa dạng ngang dọc.
- Dải ISO chuẩn 100-6400, mở rộng lên 12800
- Tốc độ chụp liên tiếp lên tới 3 hình/giây
- Màn hình LCD 3 inch 460.000 điểm ảnh
- Khả năng quay video full HD 30 khung hình/giây, HD 60 hình/giây
  - Thêm tính năng video snapshot 2,4,8 giây từ 600D
- Thêm bộ lọc sáng tạo (gồm Grainy B/W, Soft focus, Toy camera, Miniature effect, Fish-eye)
- Hỗ trợ thẻ Eye-Fi
- Tương thích phụ kiện GPS GP-E2
- Tay cầm nhám hơn giúp cầm nắm chắc chắn hơn